# Gilbert Carlton Walker
Gilbert Carlton Walker, född 1 augusti 1833 i Susquehanna County, Pennsylvania, död 11 maj 1885 i New York, var en amerikansk politiker. Han var Virginias guvernör 1870–1874, innan dess tillförordnad guvernör 1869–1870 och därefter ledamot av USA:s representanthus 1875–1879. Han var först republikan och senare demokrat.
Walker studerade juridik och inledde 1855 sin karriär som advokat i Owego, New York. År 1859 flyttade han till Chicago och fem år senare vidare till Norfolk i Virginia.
Walker vann guvernörsvalet i Virginia 1869. Han var tillförordnad guvernör i tre månader innan hans egentliga mandatperiod började. Walker efterträddes 1874 som guvernör av James L. Kemper. Walker representerade Virginias tredje distrikt i USA:s representanthus mellan 1875 och 1879. Han efterträddes som kongressledamot av Joseph E. Johnston.